# Boscia polyantha
Boscia polyantha är en kaprisväxtart som beskrevs av Ernest Friedrich Gilg. Boscia polyantha ingår i släktet Boscia och familjen kaprisväxter. Inga underarter finns listade i Catalogue of Life.